# Ed Graff
Edward „Mush” Graff (San Francisco, Kalifornia, 1897. augusztus 20. – Sonoma,   Kalifornia, 1954. március 19.) olimpiai bajnok amerikai rögbijátékos és edző.
A Stanford Egyetem csapatában játszott rögbit. Az 1924. évi nyári olimpiai játékokon az amerikai rögbicsapatban játszott és olimpiai bajnok lett.
1932-ben a volt középiskolájában létrehozta a rögbicsapatot és ő volt az első edző.